# Steve Jocz
Stephen Martin Jocz (* 29. července 1981 Toronto, Ontario) je bývaly kanadský bubeník a spoluzakladatel punkové skupiny Sum 41 a zpěvák v metalové skupině Pain For Pleasure. Znám je i pod přezdívkou Stevo 32. Ve skupině skončil 18. dubna 2013. Strávil v ní 17 let.

## Osobní
Jocz (vyslovovat yotch) je polského původu. Narodil se v Ajaxu, Ontariu, Marg a Philovi Joczovým, má také starší sestru jménem Jenn. Kolem roku 1993 potkal budoucího frontmana Sum 41, Derycka Whibleyho, Spolu byli první dva členové kapely, která vznikla z dvou konkurenčních kapel z jejich místní střední školy.
Vzal si zpěvačku Jessy Moss v říjnu 2008.
Je vegan.[zdroj⁠?!]

### Škola a mládí
Na střední škole byl kapitánem týmu potápěčů a své schopnosti posléze vylíčil v hudebním klipu k písni "In too deep". Stevo vystudoval vysokou školu v roce 1999.

## Sum 41
Kvůli své vstřícné povaze je považován za frontmana skupiny. Zpíval hlavní vokály v některých jejich písních, včetně "Pain for pleasure" a "Fat lip". Dne 18. dubna 2013 oznámil na Facebooku, že se rozhodl opustit Sum 41 z neurčitého důvodu.

## Ostatní
Kromě bubnů hraje také na piano a kytaru. Zpívá vokály pro Sum 41 a také pro heavy metalovou skupinu Pain for pleasure. Také hrál na bicí v projektu jeho spoluhráče Conea McCaslina, The Operation M.D. jako odkaz na obou jejich albech na Dr. Dinero ačkoliv nebyl na předchozím albu. V roce 2007 Stevo nahrál bicí pro dvě písně na poslední album Avril Lavigne The Best Damn Thing. V létě 2008 cestoval s The Vandals na Vans Wrapped Tour jako jejich turné bubeník. Poté zahájil kariéru jako režisér videoklipů.

## Diskografie

### Sum 41
- Half hour of power (2000)
- All Killer No Filler (2001)
- Does This Look Infected? (2002)
- Chuck (2004)
- Underclass Hero (2007)
- Screaming Bloody Murder (2010)

### The Operation M.D.
- We Have an Emergency (2007)
- Birds + Bee Stings (2010)

### Avril Lavigne
- The Best Damn Thing (2007) – bubny pro "One of Those Girls" a "Contagious"

### Treble Charger
- Detox (2002)

### Iggy Pop
- Skull Ring (2003) – bubny pro "Little Know It All"